# Assassin’s Creed Syndicate: Jack the Ripper
Assassin’s Creed Syndicate: Jack the Ripper ist eine vom französischen Spieleentwickler Ubisoft entwickelte Erweiterung (DLC) des 2015 veröffentlichten Hauptspiels Assassin’s Creed Syndicate. Jack the Ripper spielt im Jahr 1888 in London und erforscht die angeblich unerklärlichen Umstände rund um die brutalen Morde an mehreren weiblichen Prostituierten, die zwischen dem 31. August und dem 9. November 1888 im East End von London vom mutmaßlichen Serienmörder Jack the Ripper getötet wurden und die wahre Identität ihres Mörders bzw. ihrer Mörder. Das Pack folgt zwei Charakteren, die sich gegenüberstehen: Evie Frye, ein Mitglied der Assassinenbruderschaft und der Protagonistin des Haupttspiels, und einer fiktive Version der historischen Figur des Rippers, die in der Überlieferung der Serie als geistig gestörter abtrünniger Assassine dargestellt wird. Das Ziel von Jack the Ripper ist es, das Erbe seines Mentors Jacob Frye, Evies Bruder und Protagonist des Haupttspiels, zu untergraben, während Evie versucht, seine Terrorherrschaft sowie die Kriminellen, die er für seine Zwecke gesammelt hat, zu stoppen.
Jack the Ripper ist das erste große Post-Launch-DLC-Paket für Assassin’s Creed Syndicate, das im Dezember 2015 auf verschiedenen Plattformen veröffentlicht wurde. Es hat eine eigenständige Story-Kampagne, die lose mit der Erzählung des Basisspiels verbunden ist, aber die zentrale Mechanik weitestgehend beibehält. Der amerikanische Musiker Bear McCreary komponierte den Soundtrack des Spiels und ersetzte Austin Wintory, den Komponisten des Basisspiels. Die Rezensionen für die Xbox-One-Version durch Videospiel-Publikationen waren überwiegend positiv, während die PlayStation-4-Version auf gemischte Resonanz stieß.

## Handlung
Im Herbst 1888 trifft Jacob Frye auf Arthur Weaversbrook und warnt ihn davor, die Briefe von Jack the Ripper zu veröffentlichen, da dies ihm unverdiente Berühmtheit verleihen würde. Er erhält die Nachricht von einem weiteren Mord und geht zu den Ermittlungen, wird jedoch vom Ripper angegriffen. Als der Ripper den verletzten Jacob verfolgt, stellt sich heraus, dass er Jacob persönlich kennt. Nach der Flucht erreicht Jacob seine Unterkunft, aber der Ripper macht Jacob handlungsunfähig und scheint ihm einen tödlichen Schlag zu versetzen.
Einige Wochen nach dem Vorfall kommt Evie aus Indien in London an und trifft Inspektor Frederick Abberline, der ihr mitteilt, dass Jacob vermisst und für tot gehalten wird. Die alte Gang der Zwillinge, die Rooks, haben sich seitdem mit den Offizieren des Rippers verbündet. Evie folgt Abberline zum Tatort des ersten Opfers des Rippers, Mary Ann Nichols. Als sie den Tatort untersucht, findet sie heraus, dass es sich bei der ermordeten Frau gar nicht um die wahre Mary Ann handelt. Nachdem sie Jacobs Unterkunft in Whitechapel erreicht hat, folgert Evie, dass der Ripper einer von Jacobs Assassinen-Rekruten ist, ein eigensinniger Junge namens Jack, den sie einst in Indien kennengelernt hat. Sie entdeckt einen versteckten Brief von Jacob, aus dem hervorgeht, dass eine Prostituierte namens Nellie ihr weitere Informationen geben kann. Evie kann Nellie während einer Versammlung ausfindig machen, die ihr von Lady Olwyn Owers erzählt, eine der Leutnants des Rippers, die Evie töten muss, um Jacob zu finden.
Evie schleicht sich daraufhin ins Owers-Anwesen nordwestlich von London und ermordet Lady Owers, wobei sie bei ihr ein Foto findet, auf dem alle Personen außer Mr. Weaversbrook ausgekratzt sind. Sie kommt zu dem Schluss, dass dieser entführt werden soll, und kehrt zu Abberline nach London zurück. Von ihm erfährt Evie jedoch, dass sie für ein Massaker im Owers-Anwesen verantwortlich gemacht wird, welches der Ripper kurz nach ihrer Flucht anrichtete. Der Inspektor teilt ihr mit, er könne sie nicht länger beschützen und dass sie verhaftet wird, wenn sie den Ripper nicht bald zur Strecke bringt. Evie verspricht, für Aufklärung zu sorgen und findet Mr. Weaversbrook, der sie darum bittet, seinen Sohn zu retten, der an den Docks von den Schergen des Rippers gefangen gehalten wird. Nachdem es ihr gelungen ist, Weaversbrooks Sohn zu befreien, erfährt sie, dass der Ripper noch mehr Geiseln in alten Gefängnisschiffen bei einer verlassenen Garnison in Deptford festhält.
Daraufhin reist Evie flussabwärts zu den Gefängnisschiffen und befragt darin die Geiseln. Diese sagen ihr, dass sie gezwungen wurden, Briefe mit Forderungen des Rippers an ihre Familien zu schreiben. Außerdem erfährt sie vom sadistischen Oberwärter John Billingsworth, ein weiterer Leutnant des Rippers, den sie daraufhin in der Garnison tötet. Anschließend ruft sie über ein Telefon die Polizei an und bittet darum, Männer nach Deptford zu schicken, um die Geiseln zu befreien. Dabei erfährt sie, dass der Ripper erneut in Whitechapel zugeschlagen hat.
Während der Ripper seinen Amoklauf in der alten Garnison fortsetzt, trifft sich Evie mit Abberline und seinen Beamten am Tatort von Mary Jane Kelly, dem letzten kanonisch bestätigten Opfer des Rippers. Durch weitere Nachforschungen kann Evie eine Nachricht finden, die der Ripper ihr hinterlassen hat, um sie zu den Schauplätzen seiner vorherigen Opfer in Whitechapel zu führen. Sie untersucht die Tatorte von Annie Chapman, Catherine Eddowes und Elizabeth Stride und findet heraus, dass (mit Ausnahme von Mary Jane) alle Frauen, die der Ripper ermordet hat, in Wahrheit Mitglieder von Jacobs Assassinenbruderschaft waren, was aus Ringen hervorgeht, die alle kurz vor ihrem Tod zur Verschleierung ihrer Zugehörigkeit weggeworfen hatten. Evie findet weitere Nachrichten vom Ripper, aus denen hervorgeht, dass er Jacob nie verziehen hat, seine Mutter damals nicht vor dem Tod durch Anhänger des Templer-Großmeisters Crawford Starrick zu schützen. Sie folgert, dass der Ripper im Lambeth Asylum auf sie wartet, um sich auf den finalen Kampf mit ihr vorzubereiten.
Währenddessen kommt der Ripper selbst im Lambeth Asylum an, wo sich herausstellt, dass er einst dort eingesperrt war, bevor Jacob ihn rekrutiert hat. Er ermordet mehrere Anstalts-Mitarbeiter, die seine ehemaligen Peiniger waren, vernichtet sämtliche Unterlagen über seine Identität und lässt alle Insassen frei. Kurz darauf dringt auch Evie ins Lambeth Asylum ein und bahnt sich einen Weg zu den Kellergewölben der Anstalt. Dort stellt sie sich dem Ripper, den sie nach einem Kampf töten kann, ohne selbst zum Monster zu werden. Schließlich kann sie Jacob, der schwer verletzt und kaum noch bei Bewusstsein ist, in einer Zelle finden und befreien. In diesem Moment taucht Abberline mit Reportern im Schlepptau auf. Nachdem Evie ausdrücklich darum bat, stimmt der Inspektor zu, die Identität des Rippers als Assassine zu verschleiern, um die Bruderschaft zu schützen.

## Gameplay
Assassin’s Creed Syndicate: Jack the Ripper ist der erste narrativ-geprägte DLC nach der Veröffentlichung von Assassin’s Creed Syndicate. Wie das Hauptspiel spielt die Handlung in einer fiktiven Geschichte, die auf realen Ereignissen baut, die zwanzig Jahre nachdem Jacob und Evie Frye London mit Unterstützung ihrer Gang, den Rooks, von der Kontrolle der Templer befreit hatten, spielt. Für einen Großteil der Spielzeit von Jack the Ripper übernimmt der Spieler die Kontrolle über Evie Frye, der Zwillingsschwester von Jacob Frye, dem Anführer des britischen Ausläufers der Assassinenbruderschaft.
Jack the Ripper behält die meisten der Kernmechaniken von Syndicate: Evie hat Zugriff auf die meisten ihrer Fähigkeiten aus dem Fähigkeitsbaum des Basisspiels und kann den Seilwerfer und die Kutschen verwenden, um die offene Welt zu durchqueren. Laut der Hintergrundgeschichte des Erweiterungspakets zog Evie nach der Niederlage des Templerordens in London dauerhaft nach Indien, wo sie nicht tödliche Einschüchterungstaktiken lernte, die Feinde erschrecken sollen. Dies ist in eine neue Gameplay-Mechanik integriert, die im Pack eingeführt wurde, bei der der Spieler als Evie seinen Feinden Angst einflößen kann, indem er Techniken einsetzt, die in der Lage sind, mehrere Ziele zu beeinflussen, ohne sie direkt zu töten, vorausgesetzt, der Spieler erwirbt diese Fähigkeiten durch das Upgrade eines neuen, kleineren Skilltrees. Bestimmte Missionen erfordern, dass Evie einen Tatort untersucht, wo sie mit dem Adlerauge nach versteckten Hinweisen sucht, um zu rekonstruieren, was passiert ist, um geheime Nachrichten zu entschlüsseln. Teilweise muss dabei auch die Umgebung verändert werden, so beispielsweise am Tatort von Mary Jane Kellys Mord eine Tür in die richtige Position vom Tatzeitpunkt gerückt werden, um das Rätsel zu entschlüsseln.
Als Evie kann der Spieler auch Nebenmissionen durchführen, um die Ordnung im Londoner East End wiederherzustellen, bei denen sie normalerweise die Verbündeten des Rippers untergräbt oder Sergeant Frederick Abberline, bei den Ermittlungen des Metropolitan Police Service unterstützt. Eine Reihe von Missionen beinhaltet, dass Evie Bordelle unter der Kontrolle von gegnerischen Gangs befreit. Dabei gibt es auch Situationen, die es erfordern, dass der Spieler vorsichtig handelt, um zu verhindern, dass Geiseln vor der Rettung getötet bzw. er selbst entdeckt wird. An bestimmten Stellen in der Erzählung kontrolliert der Spieler kurz Jack the Ripper selbst, während er seine kriminellen Pläne vollzieht, wobei es allerdings nie Gegenstand der Missionen ist, die Opfer der Whitechapel-Mordserie selbst zu töten. Im Gegensatz zu Evie hat der Ripper keine Skrupel, jeden zu ermorden, der ihm in die Quere kommt. Er kann andere Feinde in der Nähe erschrecken, indem er schreit oder eines seiner Opfer brutal tötete. Wie in Syndicate absolvieren die Spieler lineare Missionen mit festgelegten Zielen, damit durch beide Spielercharaktere die Geschichte vorankommt.

## Entwicklung und Veröffentlichung
Jack the Ripper wurde am 15. Dezember 2015 digital auf PlayStation 4 über PlayStation Network und Xbox One über Xbox Network veröffentlicht. Die Windows-Version wurde eine Woche später am 22. Dezember 2015 veröffentlicht. Spieler, die den Season Pass des Basisspiels gekauft hatten, konnten auf Jack the Ripper zugreifen, der ansonsten ebenfalls als Einzelkauf erhältlich ist. Ein interaktiver „immersiver 360°-Trailer“, der ursprünglich als „VR-Experiment“ ohne Absicht zur Veröffentlichung begann, wurde auf Ubisoft-Kanälen hochgeladen, um das DLC-Paket zu bewerben. Ein fünfteiliges Soundtrack-Album von Bear McCreary für den DLC wurde am 15. Dezember 2015 digital veröffentlicht.
Der Soundtrack von Jack the Ripper ist charakteristisch für McCrearys Werk, das einen umsichtigen, minimalistischen Ansatz mit Melodien verwendet. Als Komponist, der ausschließlich für die Arbeit am DLC eingestellt wurde, hörte McCreary den Soundtrack des Basisspiels von Austin Wintory nicht, da dieser noch in Arbeit war, als er sich an dem Projekt beteiligte. Er merkte an, dass ihn dies in ein „totales kreatives Vakuum“ versetze, wobei seine einzigen Bezugspunkte die Bilder, das Konzept und die Geschichte des echten Serienmörders Jack the Ripper seien. McCreary glaubte, dass die Entwickler einen einzigartigen Sound für Jack the Ripper als eigenständigen DLC beabsichtigten, den er als „düstere, dunkle, gotische, schreckliche Art von Ton“ beschrieb, der für das Assassin’s-Creed-Franchise ungewöhnlich ist. Im Gegensatz zu Wintorys traditioneller, streicherorientierter Partitur wählte McCreary einen moderneren Ansatz mit elektronischen Elementen, da er wollte, dass die Partitur für Jack the Ripper eine unangenehme Atmosphäre habe und „sehr geistesgestört, psychotisch und brutal“ klinge. In Bezug auf Evies Thema wollte McCreary ein „exotisches und schöneres“ Gefühl hervorrufen, es aber gleichzeitig mit einem sehr traurigen und mysteriösen Thema begleiten, da sie eine Figur ist, die viele harte Zeiten durchgemacht hat und sich im DLC mit einem schwierigen Gegner konfrontiert sieht.

## Rezeption
Assassin’s Creed Syndicate: Jack the Ripper wurde auf der Xbox One im Allgemeinen gut aufgenommen, während die PlayStation-4-Version auf gemischte bzw. durchschnittliche Kritiken stieß. Brenna Hillier von VG247 erklärte es zur besten DLC-Erweiterung der Assassin’s-Creed-Reihe seit Freedom Cry aus Assassin’s Creed IV: Black Flag. Das Official Xbox Magazine gab Jack the Ripper eine positive Kritik und nannte es „eine wirklich atmosphärische und oft verstörende Handlung, die Ripper- und Assassin’s-Creed-Fans nicht verpassen sollten“. IGN Spanien sagte, dass Jack the Ripper gut und unterhaltsam war, solange man die Story spielen konnte, danach aber ansonsten nichts Relevantes oder anderes bot. Obwohl Mark Steighner von Hardcore Gamer die Einbindung der realen Weltgeschichte hinter Jack the Ripper in das fiktive Universum von Assassin’s Creed nicht schätzte, empfand er den DLC als „substanzielles und unterhaltsames Zusatzkapitel“, das perfekt in das Milieu des Basisspiels passe, das ein spannendes Erlebnis von Anfang bis Ende biete. Sammy Barker von Push Square verglich Jack the Ripper positiv mit dem DLC Dead Kings von Assassin’s Creed Unity, mit Lob für die Ergänzung des Angstsystems, die Story-Missionen und die „fesselnde, gruselige Stimmung“ der gesamten Kampagne.
Luca Forte von der italienischen Ausgabe von Eurogamer mochte die Art Direction, Storytelling und Worldbuilding des Assassin’s-Creed-Universums durch den DLC, meinte jedoch, dass die Spielmechanik der Angst und die künstliche Intelligenz der NPCs nicht gut implementiert sind, und dass der Charakter von Jack the Ripper sein volles Potential nicht ausschöpfe. Ray Carsillo von Electronic Gaming Monthly stimmte auch zu, dass Jack the Ripper nicht annähernd so ein furchterregender Bösewicht war, wie er es sich vorgestellt hatte, und dass Evies Angstmechanik etwas übertrieben sei. Trotzdem kam er zu dem Schluss, dass der DLC ein „spaßiges Abenteuer“ und eine „nette Ausrede war, um Assassin's Creed zum viktorianischen London zurückzubringen“. Brett Makedonski von Destructoid merkte an, dass Jack the Ripper zwar seine Stärken und Schwächen habe, sich aber trotz des „schwierigen Quellenmaterials und der offensichtlichen Stolpergefahr“ durchhalte. Er war der Meinung, dass das Gesamterlebnis von Jack the Ripper von seinem fokussierten und optimierten Gameplay-Design profitiert, da Open-World-Fokus zu einem ernsthaften Problem werden könne, was das DLC-Paket zu einer willkommenen Abwechslung mache.
Einige Kritiker haben sich auf die Darstellung von Frauen in Jack the Ripper konzentriert. Die Entscheidung, eine Evie Frye mittleren Alters als Hauptfigur des DLC-Pakets zu haben, stieß auf breites Lob. Alexa Ray Corriea von GameSpot betrachtete die Positionierung von Evie als Mordermittlerin als „mächtigen narrativen Schritt“, da sie „eine Frau ist, die über ihr Geschlecht entsetzt ist und versucht, ihrem Geschlecht angetanes Unrecht zu rächen“. Stephen Totilo von Kotaku sagte, die unerwartet kühne Darstellung der weiblichen Prostitution in Jack the Ripper und ihre Bemühungen, Empathie gegenüber weiblichen Sexarbeiterinnen zu wecken, einer in Videospielen oft übersehenen Randgruppe, sei beispiellos. Auf der anderen Seite vertrat A. Martin Wainwright die Ansicht, dass Jack the Ripper zwar eine Handlung ist, die dem Bechdel-Test innerhalb des Assassin’s-Creed-Franchise nahe käme, da ein großer Teil der Erzählung Evie folgt, als sie mehrere weibliche Charaktere interviewt, sich aber ein wesentlicher Aspekt ihrer Dialoge immer noch um männliche Charaktere drehe, wenn auch nicht auf Basis von Liebesinteressen.